# 쒀란
쒀란(索冉, 1994년 8월 19일 ~ )은 평영을 주종목으로 하는 중국의 수영 선수이다. 2014년 인천 아시안 게임 여자 평영 50m 경기에서 은메달을 확득했다.